# HD 91942
HD 91942, nota anche come r Carinae, è una stella gigante brillante arancione di magnitudine 4,46 situata nella costellazione della Carena. Dista 1437 anni luce dal sistema solare.

## Osservazione
Si tratta di una stella situata nell'emisfero celeste australe. La sua posizione è fortemente australe e ciò comporta che la stella sia osservabile prevalentemente dall'emisfero sud, dove si presenta circumpolare anche da gran parte delle regioni temperate; dall'emisfero nord la sua visibilità è invece limitata alle regioni temperate inferiori e alla fascia tropicale. La sua magnitudine pari a 4,5 fa sì che possa essere scorta solo con un cielo sufficientemente libero dagli effetti dell'inquinamento luminoso.
Il periodo migliore per la sua osservazione nel cielo serale ricade nei mesi compresi fra febbraio e giugno; nell'emisfero sud è visibile anche per buona parte dell'inverno, grazie alla declinazione australe della stella, mentre nell'emisfero nord può essere osservata limitatamente durante i mesi primaverili boreali.

## Caratteristiche fisiche
La stella è una gigante brillante arancione con una massa 8,1 volte quella solare. L'età stimata della stella è di 35,7 milioni di anni.
Possiede una magnitudine assoluta di -3,77 e la sua velocità radiale positiva indica che la stella si sta allontanando dal sistema solare.